# Lenquo de Capo
Le Lenquo de Capo est un sommet des Pyrénées françaises dans le département des Hautes-Pyrénées.

## Géographie

### Topographie
Il est situé dans le département des Hautes-Pyrénées, entre Aragnouet et Gavarnie-Gèdre, à l'ouest de la station de sports d'hiver de Piau-Engaly, plus précisément au sud du pic Long et au nord du soum des Salettes.
Son altitude de 2 716 m le classe comme le 573e sommet des Pyrénées.